# Guadalupe Raygoza
José Guadalupe Raygoza Sánchez (* 1963 en Guadalajara, Jalisco, México) es un futbolista mexicano retirado que jugaba en la posición de defensa. Jugó para Club Deportivo Tapatío y Club Deportivo Guadalajara.
En los años 1980 juega con los equipos del fútbol base del Club Deportivo Guadalajara, estando por varios años en el Club Deportivo Tapatío, equipo con el que empieza a jugar en Segunda División "B" en 1983.
Realizó algunos viajes con el primer equipo en la temporada 1986-87, sin embargo debutó hasta la última jornada de la temporada 1990-91, en un partido realizado contra los Leones Negros de la Universidad de Guadalajara.